# مهيار عدنان الملوحي
مِهْيار عدنان المَلُّوحي (1949- 2012 م) فنان تشكيلي، وباحث موسوعي ومؤرِّخ سوري. والده المؤرِّخ والكاتب الصَّحَفي عدنان الملوحي، وعمَّاه الباحث الأديب عبد المعين الملوحي، والشاعر الأديب عبد اللطيف الملوحي.

## سيرته
ولد مِهْيار بن عدنان بن سعيد المَلُّوحي بدمشق، يوم الأربعاء 4 ربيع الآخر 1368هـ الموافق 2 فبراير (شُباط) 1949م. تخرَّج في مركز الفنون التشكيلية بدمشق بعد أن أتم ست دورات تدريبية فيه من عام 1962- 1965. وحاز على شهادة كلية الفنون الجميلة بـجامعة دمشق قسم الرسم والـتصوير الزيتي بدرجة جيد في عام 1975.
ثم حصل على شهادة (دكتوراه) في فلسفة علم الفنون Doctor of Philosophy in artsciences من أكاديمية تاريخ الفن في موسكو عام 1991، وكانت أطروحته بعنوان «التزيينات الأساسية في عمارة دمشق القديمة».
عُيِّن بين عامي 1991 و1995 أستاذًا محاضرًا في كلية الفنون الجميلة بـجامعة دمشق، وأقام معارضَ فردية ومشتركة، كما شارك في بعض المعارض الرسمية.

صورة مهيار الملوحي (بورتريه) بريشته

## أعماله

#### مؤلفاته
1. معجم الجرائد السورية (1865- 1965)، دار الأولى للطباعة والنشر والتوزيع، دمشق 2002.[3] تضمَّن سير الجرائد والصحف السورية بالوثائق وتراجم أصحابها ومحرِّريها، وتواريخ إعلامية وسياسية، مع جداول تضم جميع الجرائد السورية، وفهرس لهذه الجرائد وأعلامها.
2. موسوعة أدب الأطفال وأدبائهم في سورية بالقرن العشرين، دار شهرزاد الشام للطباعة والنشر، دمشق 2004.[4]
3. تربية الطفل في الأسرة المفككة، بالاشتراك مع مجموعة الباحثين والأدباء، دار شهر زاد الشام للطباعة والنشر، دمشق 2004.[5]
4. - صحافة جانا: دراسة للصِّحافة السورية الساخرة تاريخية سياسية، صدر عن دار الاستقلال، دمشق 2006.[6]

#### مقالاته
نشر مقالات وسِيرًا شتَّى في عدد من الجرائد والصحف السورية.

## وفاته
توفي مهيار الملوحي بدمشق، يوم الجمعة، 25 رجب 1433هـ الموافق 15 يونيو 2012م، إثر تعرُّضه لعارض طارئ.

## وصلات خارجية
موقع مهيار عدنان الملوحي (فيسبوك)، فيه نماذج من صوره وكتبه ولوحاته.